# Bergs kommunvapen

Bergs kommuns vapen övertogs från landskommunen med samma namn.

Bergs kommunvapen registrerades för Bergs kommun hos Patent- och registreringsverket 1987 och är baserat på det äldre kommunvapen som Bergs landskommun tidigare använde sig av. Yxan och bössan åsyftar de gamla hantverksyrkena timmerman och bössmed, elden den vårdkase som tändes på Hoverberget för att varna lokalbefolkningen om annalkande fara.

## Blasonering
Blasonering: I blått fält en från ett treberg av silver uppskjutande låga av guld, till höger åtföljd av en vänstervänd yxa och till vänster av en bössa, båda av silver.

## Bakgrund
Bergs landskommun skall ha antagit vapnet den 19 oktober 1957, men det fastställdes aldrig av Kungl. Maj:t (regeringen) enligt de regler som då gällde. Det är inte känt vem som skapade vapnet från början. Det registrerades för den nuvarande kommunen 1987.

## Vapen för tidigare kommuner inom den nuvarande kommunen
Hackås, Oviken och Övre Ljungdalen hade vapen vars giltighet upphörde i samband med sammanläggningen med Berg 1971.

Hackås landskommun (1956-1970)
Ovikens landskommun (1956-1970)
Övre Ljungadalens landskommun (1961-1970)